# Thandor: The Invasion
Thandor: The Invasion (Вторгнення: Випалена земля) — відеогра в жанрі стратегія в реальному часі, розроблена компанією Innonics і видана компанією JoWooD Entertainment в кінці 2000. В Росії гра була випущена 1 грудня 2000 компанією «Бука».
Попри наявність сучасної на той момент тривимірної графіки, гра була досить прохолодно прийнята критиками. Графіка була оцінена як непогана, але яка вимагає потужного комп'ютера. Багато нарікань викликала модель поведінки юнітів. Сюжет гри є, але він як на думку критиків, так і на думку розробників не дуже цікавий (розробники хотіли зробити акцент на геймплее).
Видавець JoWooD Entertainment збанкрутував, про розробника Innonics інформації немає понад 10 років, сайт гри недоступний, видавець в Росії Бука стверджує, що гра запускається тільки на Windows 98. У зв'язку з цим запуск гри пов'язаний з великими труднощами.

## Ігровий процес
Як і в безлічі інших RTS, у грі Thandor ігровий процес базується на зведенні міст, видобутку та використанні ресурсів, створенні армій і знищенні ворожих армій і міст. Однак є можливість уникнути війни завдяки дипломатії — укласти спочатку мир, а потім альянс з опонентами. Але в кампанії це неможливо, а в одиничній грі з останнім ворогом укласти альянс не вдасться.
У грі відсутній поділ на раси або фракції: сторони відрізняються тільки кольором будівель і юнітів і нанесеним на них логотипом.

### Ресурси
У грі 3 ресурсу: ксеніт, тритій і електроенергія. Ксеніт витрачається на будівництво споруд, найм юнітів і вивчення технологій. При продажу будівель і юнітів частина витраченого ксеніту повертається. Тритій витрачається на вироблення електроенергії. Ксеніт та тритій видобуваються в шахтах, які можна будувати на родовищах. На відміну від Warcraft III і Starcraft на одному родовищі можна побудувати декілька видобувних будівель, однак сумарна продуктивність родовища не зміниться. Електроенергія виробляється на електростанціях з тритію. Ресурси зберігаються на складах (для кожного типу ресурсів — свій тип складів) обмеженою місткості, при знищенні складу ресурси втрачаються.

### Юніти
Армії складаються з різних видів техніки. Кількість юнітів обмежена тільки запасами ресурсів гравця і розмірами карти.
Всю техніку можна поділити на 6 категорій: автомобілі, танки, глайдери, крокоходи, флот, авіація. Всі види техніки крім авіації постійно присутні на карті, авіація здійснює вильоти і відразу повертається на аеродром (якщо її не знищили під час вильоту). Для юнітів виконується правило «камінь-ножиці-папір»: танки уразливі для ракет, але не для лазерів, глайдери уразливі для зенітної артилерії, але не для балістичної зброї, і так далі.

### Будівлі
Процес спорудження будівлі складається з двох етапів: спочатку потрібно витратити ресурси, замовити будівлю і дочекатися спорудження. Після цього слід встановити будівлю. При цьому установку будівлі можна відкласти, а потім встановити декілька будівель відразу. Будівництво здійснює головна будівля — Штаб. Решта будівель — це шахти, склади, електростанції, лабораторії для дослідження технологій, заводи для виробництва техніки, захисні турелі і стіни. У лабораторіях досліджується зброя, в штабі — будівлі, на заводах — техніка.

## Сюжет
Розробники не надавали великої уваги розробці сюжету. Гравцеві належить відновити альянс Арес, який виявився практично знищений, і перемогти всіх його ворогів. Кампанія розділена на кілька частин, кожна з яких — бойові дії на деякій планеті. По ходу сюжету відкриваються все нові і нові технології, доступні для вивчення, проте в кожній наступній місії технології, вивчені в попередній, знову стають невивченими. Перед стартом можна вибрати складність кампанії, однак при цьому вибирається не те, наскільки противники будуть розумні, а лише те, наскільки їх юніти сильніші (або слабкіші) за юніти гравця.
Також є деяка кількість додаткових кампаній.

## Мультиплеєр
Можлива гра через локальну мережу (до 8 гравців). Для мультиплеєра доступні як звичайні картки, так і цілі кампанії. Мережеві битви дозволяють повною мірою скористатися функціональністю дипломатії, яка в одиночній грі не так активно використовується.

## Відгуки преси
| Агрегатор    | Оцінка  |
| ------------ | ------- |
| GameRankings | 52,86 % |

| Видання  | Оцінка    |
| -------- | --------- |
| GameSpot | 4,7 из 10 |
| IGN      | 4,8 из 10 |

 Thandor: The Invasion була досить прохолодно сприйнята публікою.
Оглядач IGN Jeremy Dunham написав, що хоч йому і подобаються стратегії в реальному часі, а особливо з науково-фантастичною тематикою, але ця гру він би назвав прикладом того, як не треба організовувати ігрову механіку. Про графіку він відгукнувся захоплено, оцінивши деталізацію текстур на будівлях, якість освітлення, можливість наближати і обертати камеру. Були висловлені претензії до навчання, до звуку і до зручності інтерфейсу. Найбільша кількість претензій дісталося геймплею. Однак у першу чергу критики зазнали не зовсім мінуси, а скоріше «особливості». Складність видобутку електроенергії, коли спочатку видобувається тритій, і потім на електростанції переробляється, протиставляється набагато простіший моделі в Warcraft. Поліпшення зброї не зачіпають вже випущену техніку, що загалом відповідає реалізму. Невдоволення викликали занадто великі за територією карти.
Ag.ru теж похвалили графіку, але звернули найбільшу увагу на проблеми з ШІ юнітів: "Взяти хоча б упертість юнітів. Ну, те, що вони можуть взяти і, схибивши, жахнути по своїх, ще можна якось списати на реалістичність. Але от тупість при переміщеннях і виконанні наказів витерпіти просто неможливо ".
На думку GameSpot гра — звичайнісінька, і абсолютно нічим не примітна.